# Rörost
Rörost är en osträtt härrörandes från fäbodkulturen med smak av kanel, sirap och kardemumma.
Det är inte en ost i vanlig bemärkelse utan äts på tallrik med bestick, påminner i konsistensen om ostkaka fast lösare. Färgen är svagt gulbrun. 
Den är vanlig på landsbygden i Medelpad och Ångermanland och den äts som ett tillbehör på julbordet men även på andra högtider som påsk och midsommar.